# Spodnji Jernej
Spodnji Jernej – wieś w Słowenii, w gminie Slovenske Konjice. W 2018 roku liczyła 28 mieszkańców.